# NGC 484
NGC 484 ist eine Elliptische Galaxie vom Hubble-Typ E/S0 im Sternbild Tukan am Südsternhimmel. Sie ist schätzungsweise 223 Millionen Lichtjahre von der Milchstraße entfernt und hat einen Durchmesser von etwa 130.000 Lichtjahren. Die Galaxie ist Teil der 10 Mitglieder zählenden NGC 434-Gruppe (LGG 19).
Im selben Himmelsareal befindet sich u. a. die Galaxie NGC 466.
Das Objekt wurde am 28. Oktober 1834 von dem britischen Astronomen John Herschel entdeckt.